# Caca
Caca war in der römischen Mythologie die Schwester des Cacus.
Ihr war in Rom ein Sacellum geweiht, ein mit einer Mauer umzogener heiliger Ort, wo einer Lesart bei Servius nach ein immerwährendes Feuer brannte, anderer Lesart nach Vestalinnen ihren Dienst versahen. 
Man hat in Caca und Cacus ein Götterpaar gesehen, wobei Caca eine Göttin des häuslichen Herdes war, die später von Vesta verdrängt wurde.
Bei Servius und dann auch Lactantius heißt es, dass Caca deshalb verehrt wurde, weil sie ihren Bruder, ein räuberisches Ungeheuer, an Hercules verraten habe.
Diese Version wird von Georg Wissowa als nachträgliche ätiologische Bildung abgelehnt, da sie zu den anderen Ausprägungen der Cacussage in indogermanischen Mythologien nicht passe. Dort wird Cacus durch das Brüllen der Rinder des Geryon verraten und Hercules braucht keine weiteren Hinweise, um deren Räuber zu finden.